# Anuarul Armatei Române
Anuarul Armatei Române a fost o publicație oficială a Ministerului de Război, destinată ținerii evidenței oficiale a marilor unități, unități și personalului militar și civil din Armata României. A fost publicat anual în perioada 1864-1947, cu excepția anilor 1913, 1917 și 1918 în care nu s-a publicat ca urmare a implicării armatei în cel de-Al Doilea Război Balcanic și Primul Război Mondial.
De-a lungul timpului a mai purtat următoarele denumiri: Anuarul Militar al Armatei Române (1864-1869), Anuarul Oficial al Armatei Române (1894-1899) sau Anuarul Ofițerilor Activi ai Armatei Române (1925-1947).

## Structură
Anuarul era structurat pe două mari părți: partea I cuprindea structurile centrale ale ministerului, marile unități și unitățile militare iar partea a doua ofițerii armatei, aranjați în ordinea  gradelor și serviciilor, aratându-se în dreptul fiecăruia avansările în grad începand de la situația de elev în scoala militară.